# Гранада (тайфа)
Тайфа Гранада (исп. Taifa de Granada, араб. طائفة غرناطة‎) — средневековое исламское государство на юге современной Испании, существовавшее в 1013-1091 годах, а также в 1145 году.
Тайфа была основана в 1013 году Зави ибн Зири, бывшем при последних Омейядах губернатором Гранады. Он был представителем влиятельного берберского рода Зиридов, позже ставшего также правящей династией в Тунисе. Зави был эмиром Гранады несколько лет, затем уехал в Африку, в Кайруан, ко двору своего племянника аль-Муизза. Власть он передал сыну, но тот в короткое время настроил против себя берберскую аристократию. В результате чего она подняла мятеж и возвела на престол племянника Зави, Хаббуса аль Музаффара. При нём владения тайфы Гранады существенно расширились.
Кульминацией могущества государства стало длительное правление сына Хаббуса, Бадиса, который в 1038 году нанёс крупное поражение эмиру Альмерии, а затем одержал победы также над эмирами Валенсии и Севильи. В 1058 году Бадис присоединил к Гранаде Малагу. В последующие годы начался быстрый рост могущества Севильи. Её правитель Аббад аль-Мутадид завоевал большую часть южноиспанских тайф.
В 1073 году, после смерти Бадиса, власть наследовали два его внука: Тамим стал править в Малаге, а Абдаллах — в Гранаде. Это разделение привело к ослаблению государства Зиридов. В 1091 году Гранада вошла в состав государства Альморавидов. Внуки Бадиса были взяты в плен и высланы в Африку, где и скончались.
В 1145 году тайфа Гранада на короткий промежуток времени восстановила независимость, но вскоре была окончательно завоёвана Альмохадами.

## Правители тайфы Гранада
- Зириды
  - Зави ибн Зири (1013—1019/1020)
  - Хаббус аль-Музаффар (1019/1020-1038)
  - Бадис бен Хаббус (1038—1073)
  - Абдаллах бен Булуггин (1073—1090)
- под контролем Альморавидов (1090—1145)
- Адхаиды
  - ибн Адха (1145)
- Худдиды
  - Абу Джафар Ахмад (1145)
- под контролем Альмохадов (1145—1237)